# Eleições estaduais de Berlim Ocidental em 1979
As eleições estaduais de Berlim Ocidental em 1979 foram realizadas a 18 de Março e, serviram para eleger os 135 deputados para o parlamento estadual.
A União Democrata-Cristã manteve-se como o maior partido do estado, tendo uma ligeira subida eleitoral em relação a 1979, obtendo 44,4% dos votos e 63 deputados, mas, ainda assim, insuficiente para uma maioria absoluta.
O Partido Social-Democrata da Alemanha não conseguiu recuperar o estado de partido mais votado, estagnando-se nos 42% dos votos.
Por fim, o Partido Democrático Liberal, subiu 1,0% em relação a 1975, chegando aos 8,1% dos votos e 11 deputados.
Após as eleições, a coligação governativa entre SPD e FDP, formada em 1975, manteve-se no poder.

## Resultados Oficiais
| Partido                 | Partido                      | Votos     | %     | +/-   | Deputados | +/-     |
| ----------------------- | ---------------------------- | --------- | ----- | ----- | --------- | ------- |
|                         | União Democrata-Cristã       | 570 174   | 44,39 | 0,48  | 63 / 135  | 6       |
|                         | Partido Social-Democrata     | 548 060   | 42,66 | 0,09  | 61 / 135  | 6       |
|                         | Partido Democrático Liberal  | 103 609   | 8,06  | 0,94  | 11 / 135  | Estável |
|                         | Lista Alternativa            | 47 642    | 3,71  | Novo  | 0 / 135   | Novo    |
|                         | Partido Socialista Unificado | 13 744    | 1,07  | 0,76  | 0 / 135   | Estável |
|                         | Liga Comunista               | 1 367     | 0,11  | Novo  | 0 / 135   | Novo    |
| Votos Inválidos         | Votos Inválidos              | 25 957    |       |       |           |         |
| Total                   | Total                        | 1 310 553 | 100   |       | 135 / 135 | 12      |
| Eleitorado/Participação | Eleitorado/Participação      | 1 533 728 | 85,45 | 2,37  |           |         |
| Fonte                   | Fonte                        | [ 1 ]     | [ 1 ] | [ 1 ] | [ 1 ]     | [ 1 ]   |